# M73 (天体)
座標:  20h 59m 00.0s, −12° 38′ 00″
M73（NGC 6994）はみずがめ座にある星群である。

## 概要
4個の星の集まりに過ぎないので、星図や星表によっては省略しているものもある。4つの星の個々の明るさは10.5等、10.5等、11.0等、12.0等である。
この星の集まりが、星がまばらな散開星団なのか、ただ同じ方向に見えている星の集まりなのかについて議論されてきた。2002年にはマックス・プランク研究所の Odenkirchen とボルドー天文台の Soubiran により、それぞれの星の距離は異なり、かつ異なる方向へ動いており、散開星団ではない、という研究成果が発表されている。
双眼鏡では見ることは難しい。口径10cmの望遠鏡では3つの星が見える。口径20cmの望遠鏡で、Y字型にならんだ4つの星が見える。口径30cmではさらに微星が見えてくる。アメリカのアマチュア天文家ジョン・マラスは「口径4インチ25倍の望遠鏡では見え方はメシエと同様で、何やら星雲状物質が広がっているようにも見えたが、ちょっと倍率をあげてみたら、ぼんやりとした光は消えてしまった」としている。

## 観測史
1780年10月5日と6日にシャルル・メシエによって発見された。メシエは「ちょっと見たところ3～4個の微星の集まりで、星雲状物質をふくみM72と平行」とした。ジョン・ハーシェルは「星団？極めて貧弱。星雲状物質はない」と記した。ウィリアム・ヘンリー・スミスは「貧弱な視野に3個の10等星。」とした。